# Acanthaspis obscura
Acanthaspis obscura es una especie perteneciente al género de las Acanthaspis de la familia de las chinches asesinas (Reduviidae) que habita en el África tropical y subtropical.

## Descripción

### Adultos
Este insecto alcanza hasta unos 16 mm de largo máximo. Tiene un cuerpo negro opaco con dos manchas blancas en cada ala, con una tercera mancha de color miel opaca en la punta de cada ala. Algunos individuos tienen también alas más cortas.

## Distribución y hábitat
Acanthaspis obscura se lo puede encontrar en el África tropical y subtropical, incluso en países como Etiopía, Kenia y Sudáfrica. Los adultos suelen vivir debajo de cortezas y piedras y en montículos de termitas.

## Ecología

### Ninfas
Las ninfas se cubren con los exoesqueletos de sus presas y otros desechos. Se pueden encontrar en montículos de termitas abandonados junto con adultos, donde comen hormigas.

### Adultos
Como otras especies de esta familia, Acanthaspis obscura es una especie depredadora. Pueden alimentarse de insectos mucho más grandes que ellos. Poseen un fluido venenoso que paraliza y mata a sus presas a los pocos segundos de ser mordidos. Son más activos durante la noche que durante el día y les atrae la luz.

## Relación con los humanos
Esta especie puede entrar en los hogares humanos, especialmente en las zonas rurales, ya que se sienten atraídos por la luz. Se sabe que muerde a las personas y, a veces, los lugareños lo llaman nagby (abeja nocturna en afrikáans). Un estudio realizado en 1997 registró al menos 13 casos de humanos mordidos por Acanthaspis obscura. Estas picaduras son visibles como una mancha negra rodeada por un anillo blanco e hinchazón, a menudo con un quiste cercano lleno de un líquido oscuro y espeso.
La mordedura es dolorosa debido al líquido inyectado, que normalmente se usa para cazar presas, y causa efectos secundarios en las personas. Estos efectos pueden durar meses después de que ocurrió la mordedura. Causa una sensación de adormecimiento y ardor que dura varias horas y hace que las glándulas de los brazos y las piernas se hinchen hasta por tres días. También puede causar respiración rápida, palpitaciones del corazón y respiración rápida, así como ronchas en todo el cuerpo.